# Alte Schmiede (Wien)

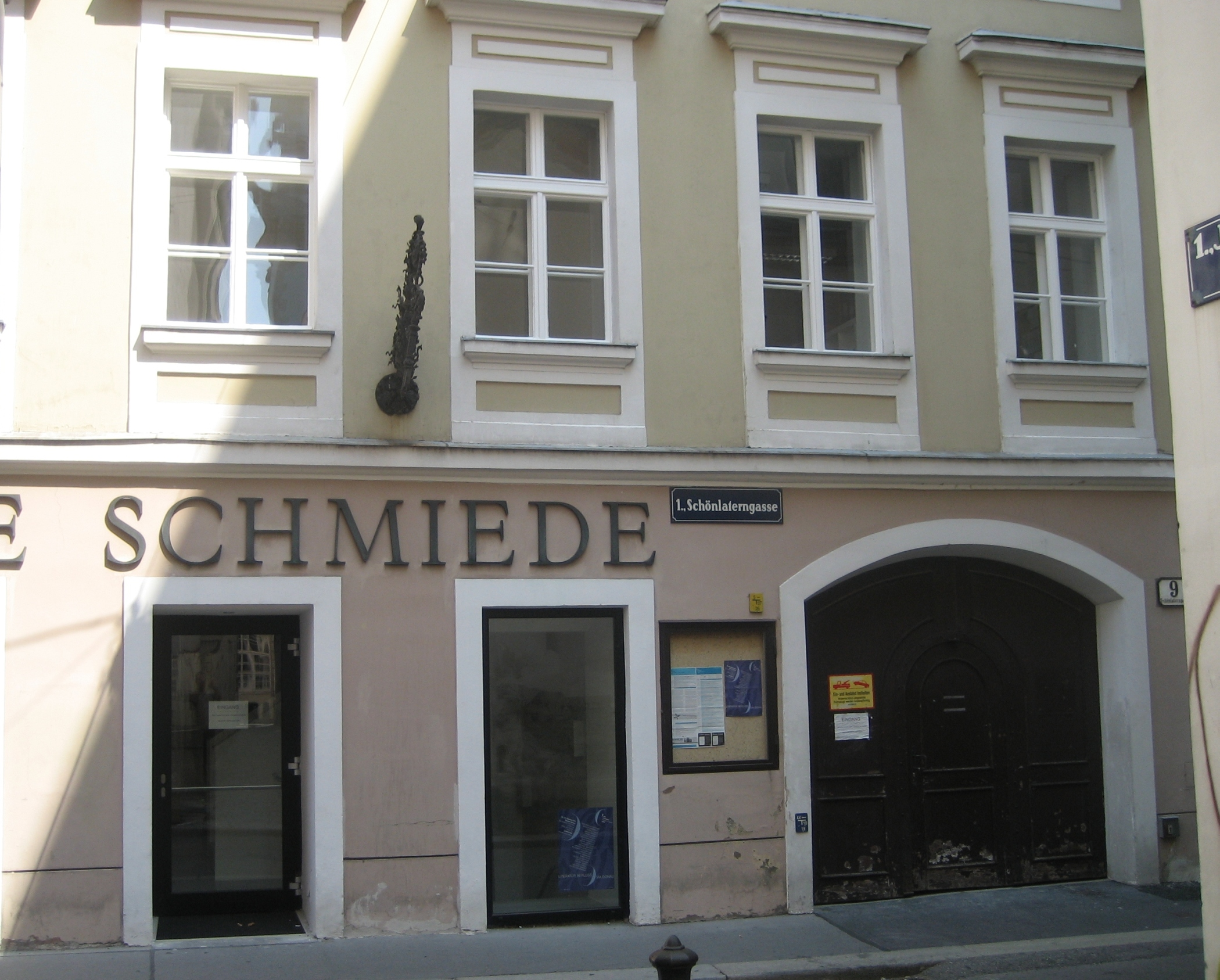
Die Alte Schmiede in der Schönlaterngasse

Die Alte Schmiede ist ein Ort für künstlerische Veranstaltungen im 1. Wiener Gemeindebezirk Innere Stadt, der vor allem für Literaturveranstaltungen sowie Konzerte in kleinem Rahmen bekannt ist. Trägerorganisation ist der Kunstverein Wien.

## Veranstaltungsort
Alte Schmiede/Kunstverein Wien betreibt in der Schönlaterngasse das Literarische Quartier, die Musikwerkstatt und die Galerie der Literaturzeitschriften. Neben dem zweimonatlichen Programmfolder erscheint die Zeitung Der Hammer als Beilage der Wiener Straßenzeitung Augustin sowie mehrmals jährlich die Sichel.
Im Rahmen des 1969 auf Initiative des Kulturamtes der Stadt Wien eingerichteten Kunstvereins Wien wurde 1975 von Reinhard Urbach gemeinsam mit Rudolf Pritz und Kurt Piak die Alte Schmiede als Veranstaltungsort für Lesungen, Ausstellungen und Konzerte konzipiert. Der Name verweist auf die historische Schmiedewerkstatt, die 1880 im Haus in der Schönlaterngasse 9 eingerichtet wurde und seit einem Umbau im Jahr 2007 als zweiter Veranstaltungsraum fungiert. Der zentrale Veranstaltungsraum der Alten Schmiede befindet sich seit Herbst 2010 im Kellergewölbe des Hauses. Allein seitens des Literarischen Quartiers fanden in der Alten Schmiede seit 1975 über 6000 Veranstaltungen statt. Durch hunderte Veranstaltungen wurden dem Publikum Arbeiten zeitgenössischer Schriftsteller und Künstler vorgestellt. Das Literarische Quartier und die Musikwerkstatt wurden zu Kommunikationsdrehscheiben österreichischer Schriftsteller und Musiker. In der Schmiedewerkstatt und der angeschlossenen Galerie der Literaturzeitschriften finden fallweise auch Ausstellungen statt.
Die Alte Schmiede wird von der Kulturabteilung der Stadt Wien gefördert und ist auch Veranstalter des Literaturfestivals Literatur im Herbst. Von 1978 bis 2016 leitete Kurt Neumann das Literaturprogramm und Karlheinz Roschitz  das Musikprogramm. Aktuell leitet Johanna Öttl das Literatur- und Alejandro del Valle-Lattanzio das Musikprogramm. Walter Famler ist seit 2003 Generalsekretär des Kunstvereins. 